# ボブ・フォスター
ボブ・フォスター（Bob Foster、1938年4月27日 - 2015年11月21日）は、アメリカ合衆国の男性プロボクサー。ニューメキシコ州アルバカーキ出身。元WBA・WBC世界ライトヘビー級王者。ライトヘビー級の世界王座を14度も防衛している（在位中WBAの王座は一度は剥奪されたが、統一戦に勝って再統一している）。

## 来歴

### プロデビュー
1961年3月27日、プロデビュー。

### ライトヘビー級最強時代
1968年5月24日、ナイジェリアの英雄ディック・タイガーの持つWBA・WBC世界ライトヘビー級王座に挑戦したボブ・フォスターは、4Rカウンターのフック一撃でKO勝ち。王座奪取に成功すると、ここから快進撃が始まる。1970年6月27日、マーク・テスマンを相手に4度目の防衛を達成するまでに11戦をこなすが、その全てをKO勝利で飾るなど向かうところ敵無しだった。

### ヘビー級の高き壁
ライトヘビー級で無敵を誇ったボブ・フォスターは、今度はヘビー級王座に的を絞った。当時はクルーザー級が無く、ライトヘビー級の一階級上の階級がヘビー級である。元々長身でヘビー級の選手だったボブ・フォスターにとっては当然の選択と言える。しかし、当時のヘビー級は、ビリー・コンやアーチー・ムーアといったライトヘビー級の名王者達がヘビー級に挑み跳ね返されており、「ライトヘビー級の選手はヘビー級の王者にはなれない」というジンクスがあった。
1970年11月18日、ヘビー級王者ジョー・フレージャーに挑むも2回KO負けを喫した。
1972年11月21日、NABF北米ヘビー級王者モハメド・アリに挑むも8回KO負けを喫し、ついにヘビー級のタイトルには届かなかった。
1974年6月17日、15回引き分けでライトヘビー級王座の14度目の防衛に成功すると王座を返上。ノンタイトル戦を何度かこなした後引退した。
最終戦績は65戦56勝（46KO）8敗1分。世界戦戦績は16戦14勝（11KO）1敗1分。